# Вид в окрестностях Гранвиля
«Вид в окрестностях Гранвиля» — картина французского художника Теодора Руссо из собрания Государственного Эрмитажа.
На картине изображён пейзаж в окрестностях нормандского городка Гранвиля: кусты, грязная просёлочная дорога, по которой идёт двое детей с корзинками; справа у пруда стоит телега с парой лошадей, из-за бугра и крон деревьев виднеются крыши домов, а слева — нагромождение скал; небо затянуто кучевыми облаками. Слева внизу подпись художника и дата: T. Rousseau 1833.
В том же 1833 году картина была выставлена в Парижском салоне и принесла художнику первый успех. Сразу после салона Руссо отдал картину Анри Шефферу (младшему брату Ари Шеффера) в обмен на написанные им портреты родителей Руссо. В 1855 году картина была показана на Всемирной выставке в Париже, где её заметил граф Н. А. Кушелев-Безбородко, который по окончании выставки выкупил её. После смерти владельца картина, как и все произведения из собрания Кушелева-Безбородко, по завещанию была передана в Музей Академии художеств и вошла там в состав особой Кушелевской галереи, в галерейном каталоге 1868 года числилась под названием «Группа деревьев при облачном небе»; в 1922 году была передана в Государственный Эрмитаж.
Главный научный сотрудник Отдела западноевропейского изобразительного искусства Государственного Эрмитажа, доктор искусствоведения А. Г. Костеневич в своём очерке французского искусства XIX — начала XX века оценивает её как одно из наиболее важных ранних произведений барбизонской школы:

И здесь нет ничего эффектного: небо серое, море лишь чуть-чуть виднеется узкой полоской на горизонте. Руссо, кажется, нарочито отдаёт первый план грязи, топи, мелкому кустарнику. Но обыденное утверждается как значительное, достойное самого пристального внимания. Эта скрупулезность рассмотрения, которая делает бессмысленным деление предметов на возвышенные и низменные, закрепляется в эпической широте, почти панорамности вида.